# 皆葎住吉神社
皆葎住吉神社（かいむくらすみよしじんじゃ）は、富山県南砺市皆葎にある神社。
皆葎住吉神社の奥殿は、市の指定文化財に認定されている。

## 概要
富山県西南部、南砺市の旧上平村皆葎集落に鎮座する。
皆葎住吉神社の起源は明らかでないが、正徳2年（1712年）作成の『五ヶ山村々神号之覚』から記録があり、「住吉大明神宮 北野村山伏海乗寺持分」と記されている。
後述するように奥殿は享保年間建造の歴史ある建物であるが、現在の社殿は大正4年（1915年）10月に建築されたものである。春季祭礼は4月22・23日にあり、秋季祭礼は9月22日にある。

## 皆葎住吉神社奥殿

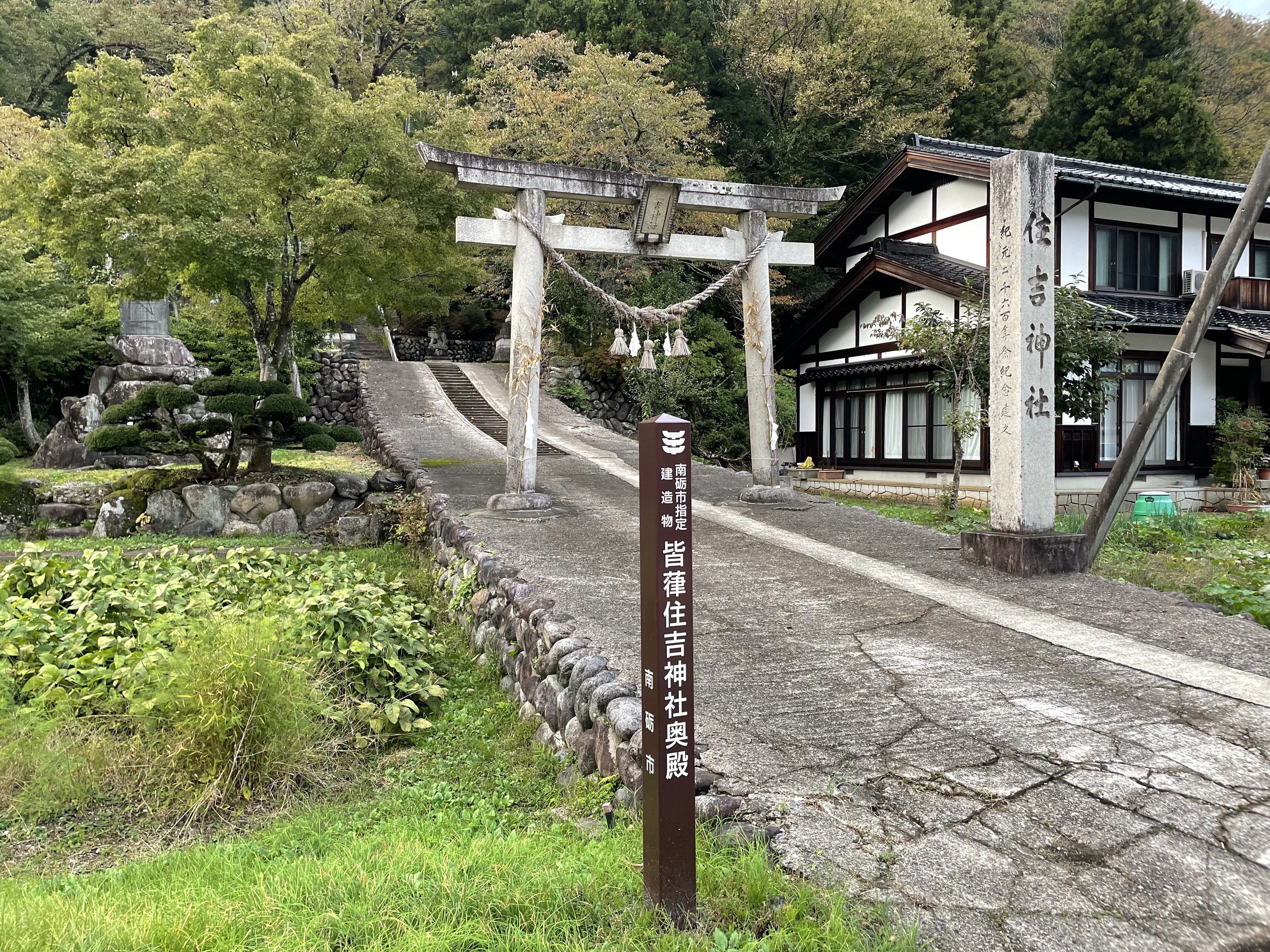
富山県南砺市皆葎の住吉神社鳥居。

皆葎住吉神社の奥殿は、氷見郡の大工大窪村清右衛門の手によって、享保4年（1719年）に建てられたとの記録がある。
大窪村の大工は天正15年（1587年）12月、前田家に仕える大工達が石動山の諸堂再興のために前田利長より土地を与えられたことに始まる。18世紀初頭までに石動山の諸堂再建がおおよそ完了すると、大窪村の大工は外部での仕事を請け負い始め、その一貫として五箇山地域の建築工事も請け負うようになった。
大窪村の大工が五箇山で建築工事を請け負った記録が残る最も古い事例が皆葎住吉神社奥殿で、住吉神社には「大工飯番回り札」と呼ばれる記録が残されている。この史料により、奥殿の建築は享保4年正月24日から4月14日の77日間かけて行われたこと、皆葎集落の38軒で順番に大工2名の世話をしたこと、などが分かる
昭和45年10月1日に上平村の文化財に指定され、南砺市への合併後も引き続き市の文化財とされている。